# 中国科学院大学地球与行星科学学院
中国科学院大学地球与行星科学学院是2012年中国科学院大学与中国科学院地质与地球物理研究所联合组建成立的学院，其前身为中国科学院研究生院地学教学部。

## 组织结构
- 中国科学院计算地球动力学重点实验室
- 中国科学院大学计算中心
- 地球系统科学中心

## 主要专业
- 地球物理学
- 大气科学
- 地质学
- 海洋学
- 土木工程
- 地质资源与地质工程
- 测绘科学与技术

## 历任院长
历任领导
1. 第十三届　至2012年　院长：徐冠华
2. 第十四届　2012年至今　院长：朱日祥